# Coleman (Flórida)
Coleman é uma cidade localizada no estado americano da Flórida, no condado de Sumter. Foi incorporada em 1908.

## Geografia
De acordo com o United States Census Bureau, a cidade tem uma área de 6,8 km², onde todos os 6,8 km² estão cobertos por terra.

### Localidades na vizinhança
O diagrama seguinte representa as localidades num raio de 24 km ao redor de Coleman.

## Demografia
Segundo o censo nacional de 2010, a sua população é de 703 habitantes e sua densidade populacional é de 102,8 hab/km². É a localidade menos populosa do condado de Sumter. Possui 334 residências, que resulta em uma densidade de 48,8 residências/km².